# Liste des objets patrimoniaux culturels dans l'oblast de Kourgan
Cet article recense les objets patrimoniaux culturels de l'oblast de Kourgan, en Russie.

## Statistiques

### Inscrits
Données au 1er juillet 2022 des objets inscrits au registre d'État unifié des objets du patrimoine culturel :
| Objets d'importance fédérale            | Objets d'importance fédérale                                               | 727  |
|                                         | y compris les monuments architecturaux (bâtiments, structures, structures) | 19   |
| y compris monuments archéologiques      | 708                                                                        |      |
| Objets d'importance régionale           | Objets d'importance régionale                                              | 416  |
|                                         | y compris les monuments architecturaux (bâtiments, structures, structures) | 296  |
| y compris monuments archéologiques      | 120                                                                        |      |
| Objets d'importance municipale (locale) | Objets d'importance municipale (locale)                                    | 2    |
|                                         | y compris les monuments architecturaux (bâtiments, structures, structures) | 2    |
| Total                                   | Total                                                                      | 1142 |

### Identifiés
L'oblast compte actuellement 745 sites du patrimoine culturel identifiés dans l'oblast de Kourgan. Ils se répartissent entre 409 monuments archéologiques et 336 monuments architecturaux et urbanistiques.

## Galerie

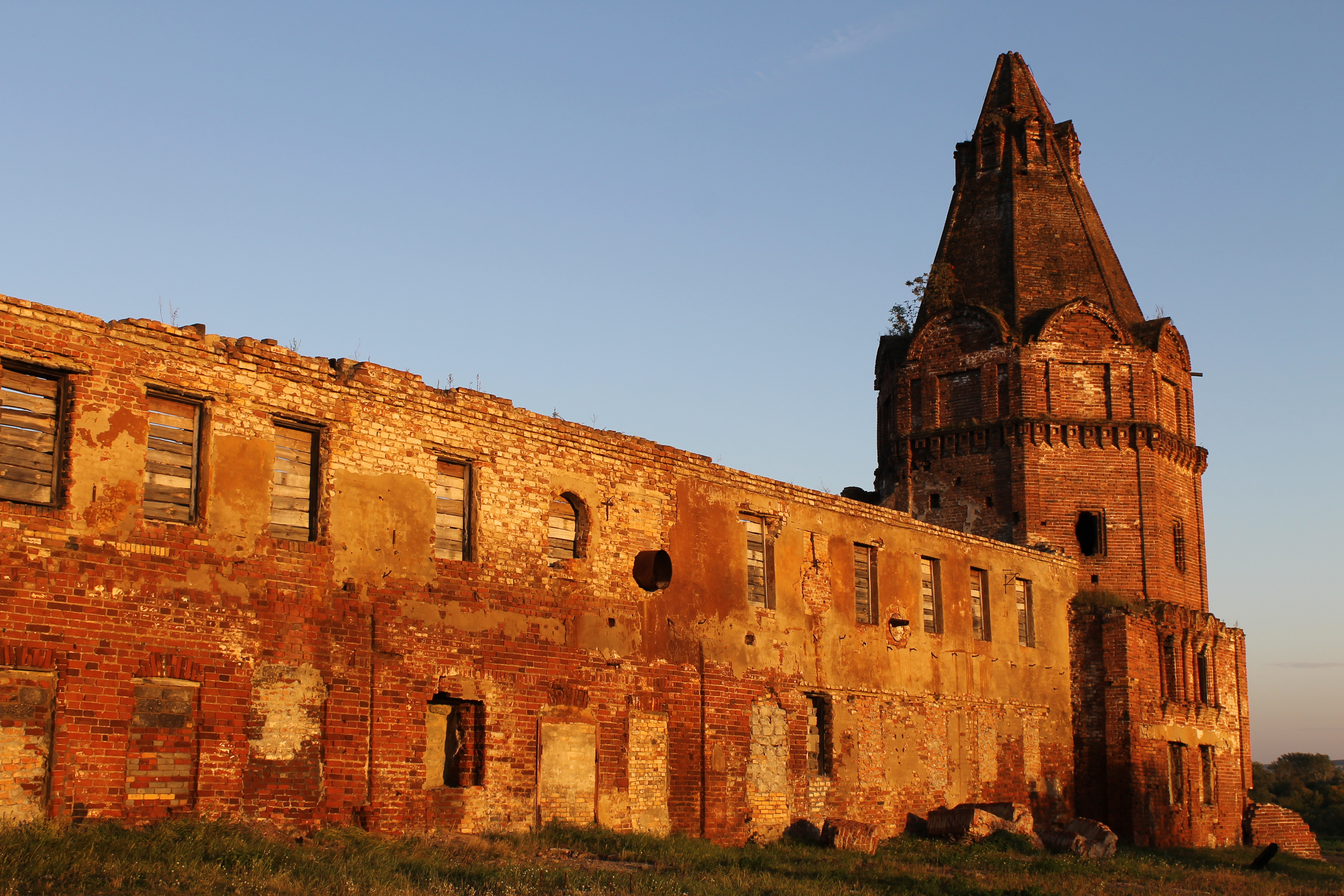
Monastère de Dalmatovo.
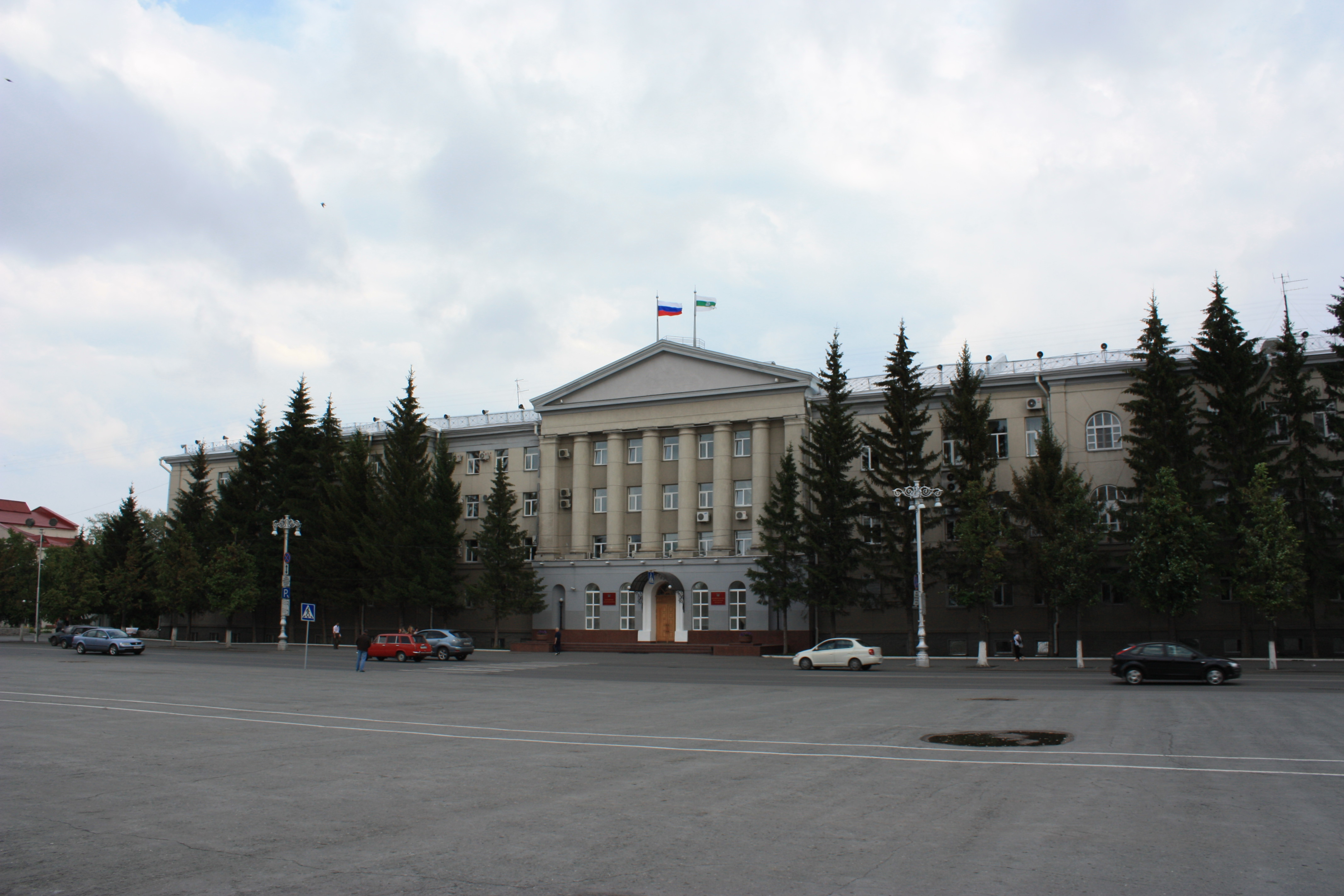
Bâtiment du gouvernement de l'oblast.
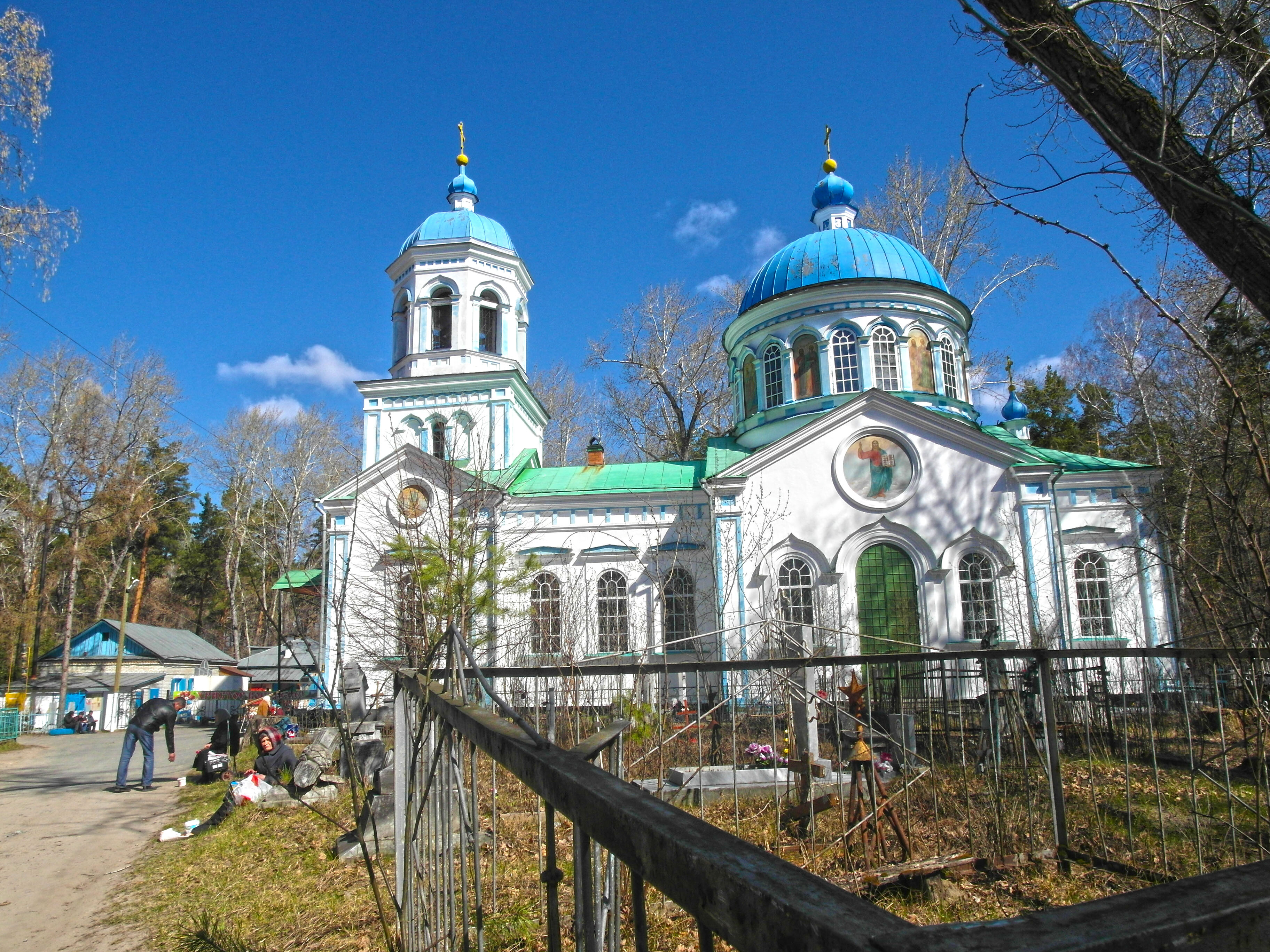
Église de la Résurrection de Chadrinsk.
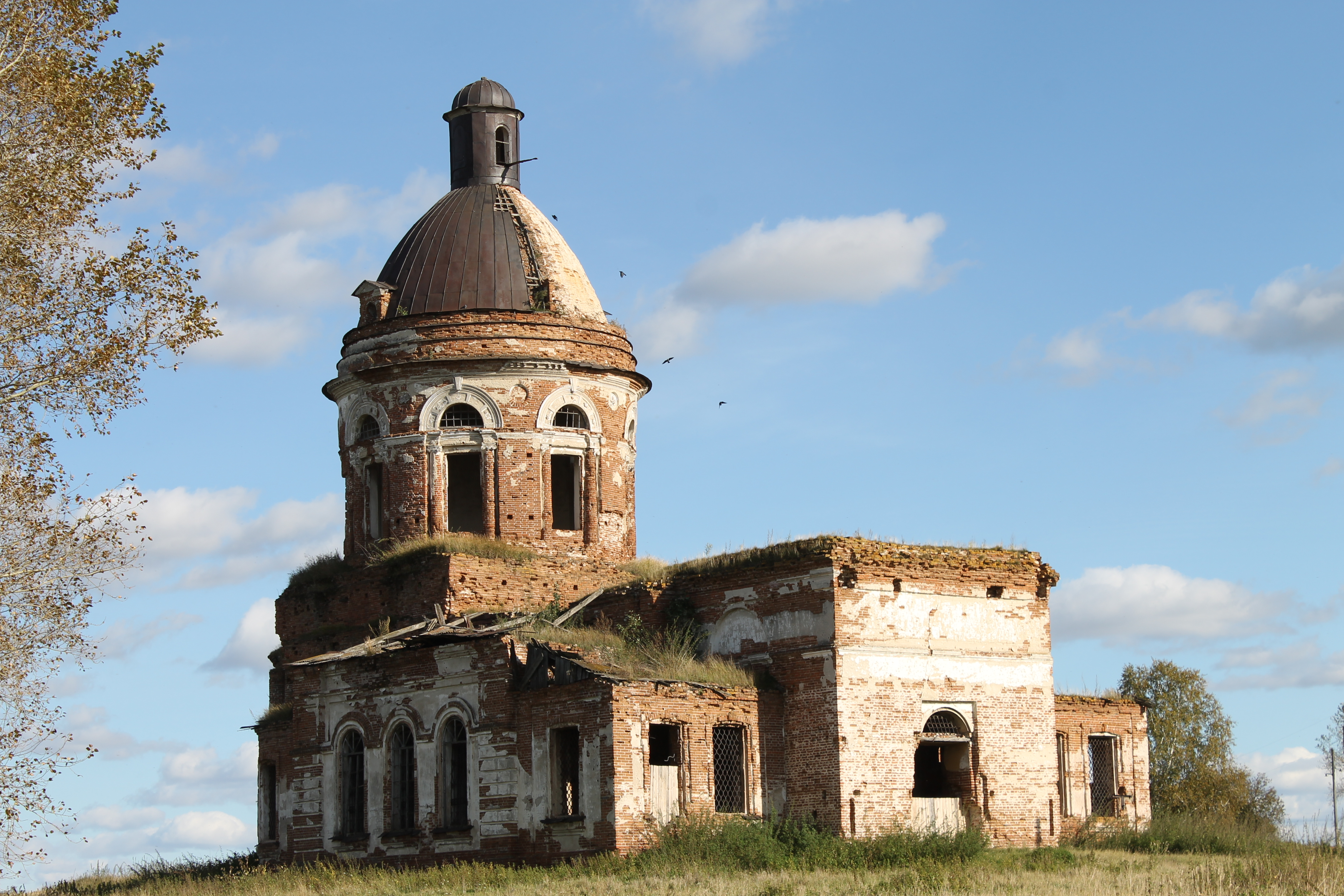
Église Saint-Macaire d'Ounja à Makarievskoïe.
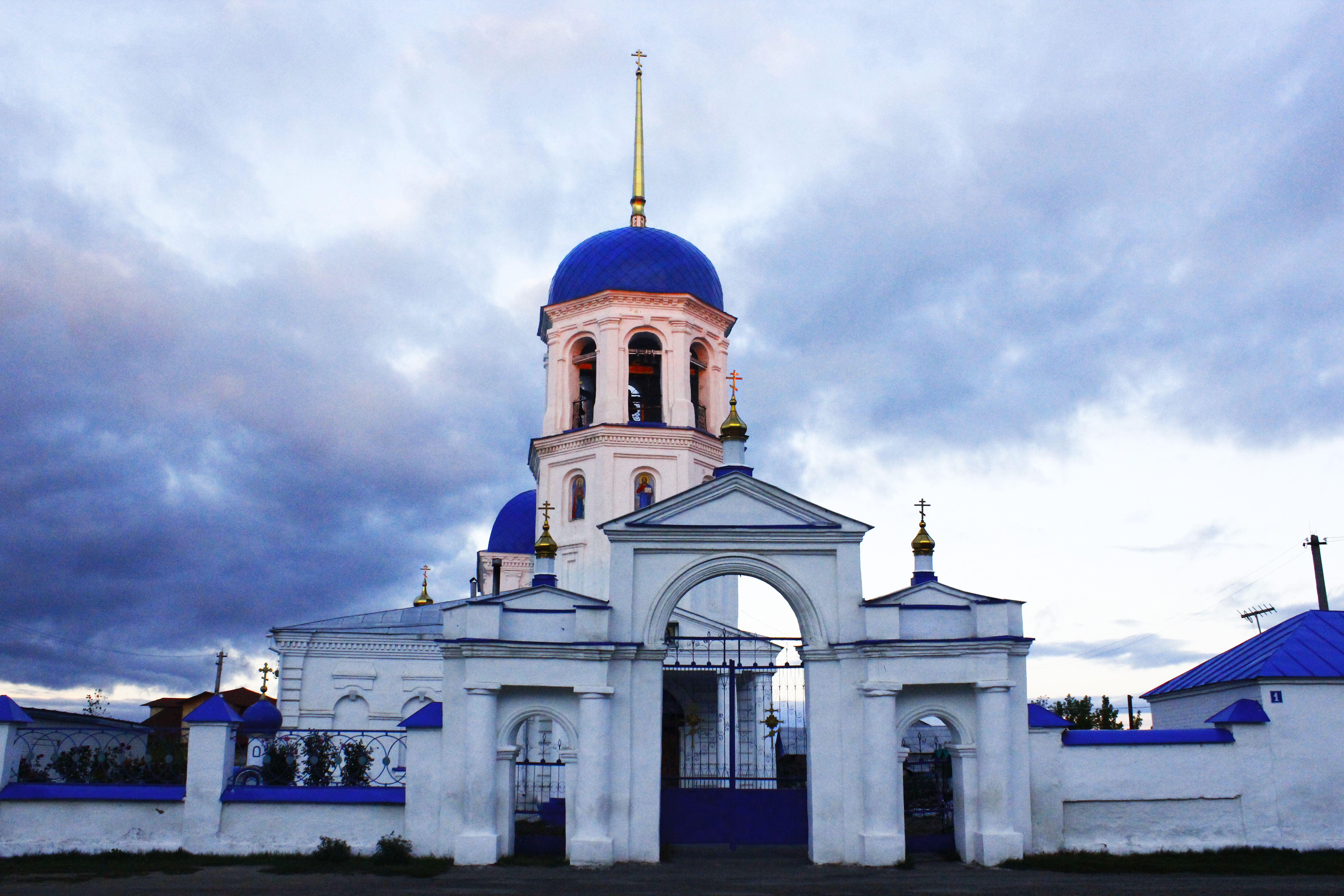
Église Pierre et Paul de Kourtamych.
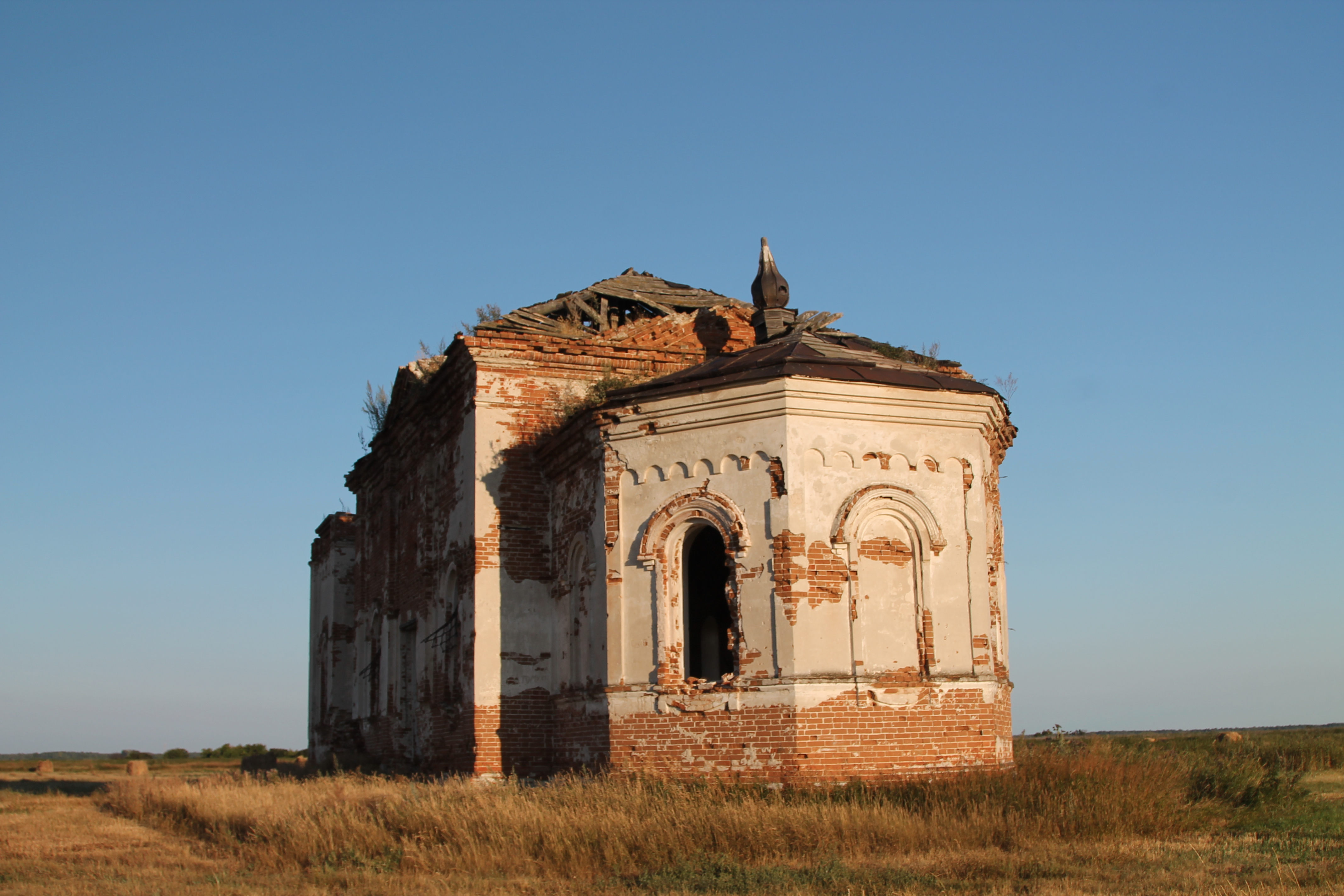
Église Saint-Nicolas de Semiskoul.